# Didier Martiny
Pour les articles homonymes, voir Martiny (homonymie).
 (octobre 2018).
Si vous disposez d'ouvrages ou d'articles de référence ou si vous connaissez des sites web de qualité traitant du thème abordé ici, merci de compléter l'article en donnant les références utiles à sa vérifiabilité et en les liant à la section « Notes et références ».
Didier Martiny, né le 2 décembre 1951, est un réalisateur de cinéma et de télévision et un scénariste de bande dessinée.

## Biographie
Dans le cadre de ses études universitaires (Histoire et Sociologie), il suit les cours d’Henri Langlois à la Cinémathèque française et participe au laboratoire audiovisuel de Jean Rouch.
Son moyen-métrage Il Biscione (1978) reçoit plusieurs récompenses[réf. nécessaire]. Didier Martiny réalise ensuite des documentaires, notamment sur la construction du Grand Louvre. De 1994 à 2000 il réalise l'émission La 25e Heure. Compagnon de Yasmina Reza, il collabore avec elle sur plusieurs films, dont deux longs-métrages : À demain et Le pique-nique de Lulu Kreutz.
Comme auteur de bande dessinée, Didier Martiny scénarise plusieurs albums pour Philippe Petit-Roulet.

## Filmographie

### Cinéma
- 1978 : Il Biscione
- 1983 : Jusqu'à la nuit
- 1986 : Le Goûter chez Niels
- 1992 : À demain
- 2000 : Le Pique-nique de Lulu Kreutz

### Télévision
- 1982 : Le plus grand cinéma du monde
- 1985 : Naissance du Grand Louvre
- 1993 : Érythrée, 30 ans de solitude
- 2004 : Qui a tué Massoud ?
- 2005 : Auschwitz, le monde savait-il ?
- 2011 : Les Misérables, du roman à la réalité
- 2016 : La fin des chrétiens d'Orient ?

### Film muséographique
- 1988 : Le Jour J, projeté au Mémorial de Caen. Composé en grande partie de documents d’archives et d’extraits de films de fiction, ce film produit par Jacques Perrin retrace le Débarquement du 6 juin 1944. Grâce à une double image, il évoque d’une part les forces allemandes à la veille du débarquement et, d’autre part, les préparatifs alliés dans les ports britanniques.

## Ouvrages
(dessin : Philippe Petit-Roulet) 
- Papa Dindon, éd. Futuropolis, 1989  (ISBN 2737626560)
- Le Syndrome du hérisson, Les humanoïdes associés, 1988  (ISBN 2731606444)
- Zou sur le Toit du Monde, Dargaud, 1988  (ISBN 2205036351), Mango 1992  (ISBN 2740401299)
- Le cirque Flop, Carton éditions 1987  (ISBN 2868750176)
- Bruce Predator, Casterman, 1985  (ISBN 220333522X)
- Macumba River, Dargaud, 1985  (ISBN 2205027689)
- Face aux embruns, Les Humanoïdes Associés, 1984  (ISBN 2731602686)